# Margarete Ruckmich
Margarete Ida Emilie Ruckmich (* 8. März 1894 in Freiburg im Breisgau; † 3. Januar 1985 in Freiburg im Breisgau) war eine deutsche Wegbereiterin für Frauenberufe in der katholischen Kirche.

## Leben
Ruckmich entstammt einer Kaufmannsfamilie, die in Freiburg das alteingesessene „Musikhaus Ruckmich“ betrieb. Als älteste Tochter von Ludwig Carl Maria Ruckmich (1864–1933) und seiner Frau Adelheid, geb. Rapp (1871–1962), sollte sie den Familienbetrieb weiterführen und erhielt die dafür notwendige anspruchsvolle Ausbildung. Nach erstem sozialen Engagement in Kindergärten und in der Säuglingspflege wurde aber die caritative Tätigkeit immer mehr zum Schwerpunkt ihres Lebens. So arbeitete sie als Krankenpflegerin und übernahm als eine der ersten Frauen wichtige Aufgaben im Deutschen Caritasverband, ab 1960 als Direktorin. Mit der Gemeindehelferin – heute als Gemeindereferentin bezeichnet – hatte sie einen neuen Beruf für Frauen in der ansonsten von Männern dominierten Seelsorge der katholischen Kirche begründet. Die 1928 errichtete „Gemeindehelferinnenschule“ der Erzdiözese Freiburg trägt heute als Margarete Ruckmich Haus ihren Namen.

## Schriften
- Die katholische Gemeindehelferin (unter dem Pseudonym Maura Philippi). - Freiburg i. Br. : Caritasverlag, 1925
- Die katholische Frau und das Laienapostolat, Freiburg i. Br. : Freie Vereinigung für Seelsorgehilfe, 1934
- Die Helferin in der Seelsorge. - Freiburg Br. : Freie Vereinigg f. Seelsorgehilfe, 1936 [Ausg. 1935]
- Bildungsarbeit im Dienste beruflicher Seelsorgehilfe. Freiburg : Caritasverl., 1938
- Die berufliche Mitarbeit der Frau in der kirchlichen Seelsorge (= Neue Schriften zur Seelsorgehilfe, 1), Freiburg 1950; Katholische Seelsorgehelferin (= Blätter zur Berufskunde, Bd. 2 VI k), Bielefeld 1960